# Turek (województwo podlaskie)
Turek – wieś w Polsce położona w województwie podlaskim, w powiecie białostockim, w gminie Poświętne.
W latach 1975–1998 miejscowość położona była w województwie białostockim.
Wierni kościoła rzymskokatolickiego należą do parafii św. Anny w Pietkowie.